# Albert Llovera i Massana
Albert Llovera i Massana   (Andorra la Vella, 11 de setembre de 1966) és un esportista andorrà que actualment competeix en ral·li en el Campionat del Món i en Campionat de Ral·lis de Terra espanyol. Ha competit en esports com l'esquí, bàsquet (paralítics) i ral·lis. Ha estat el primer pilot de ral·li a competir amb una discapacitat. També ha treballat amb la NASA, dissenyant dispositius d'adaptació a la conducció i disposa d'una botiga d'ortopèdia.

## Trajectòria
Els seus començaments com a esportista van ser a l'esquí, sent una jove promesa per competir amb 17 anys en els XIV Jocs Olímpics d'Hivern celebrats a Sarajevo. Un any més tard, el 1985, mentre participava en la copa d'Europa d'esquí, va patir un greu accident que li va provocar una lesió medul·lar i el va deixar paraplègic postrat en una cadira de rodes.

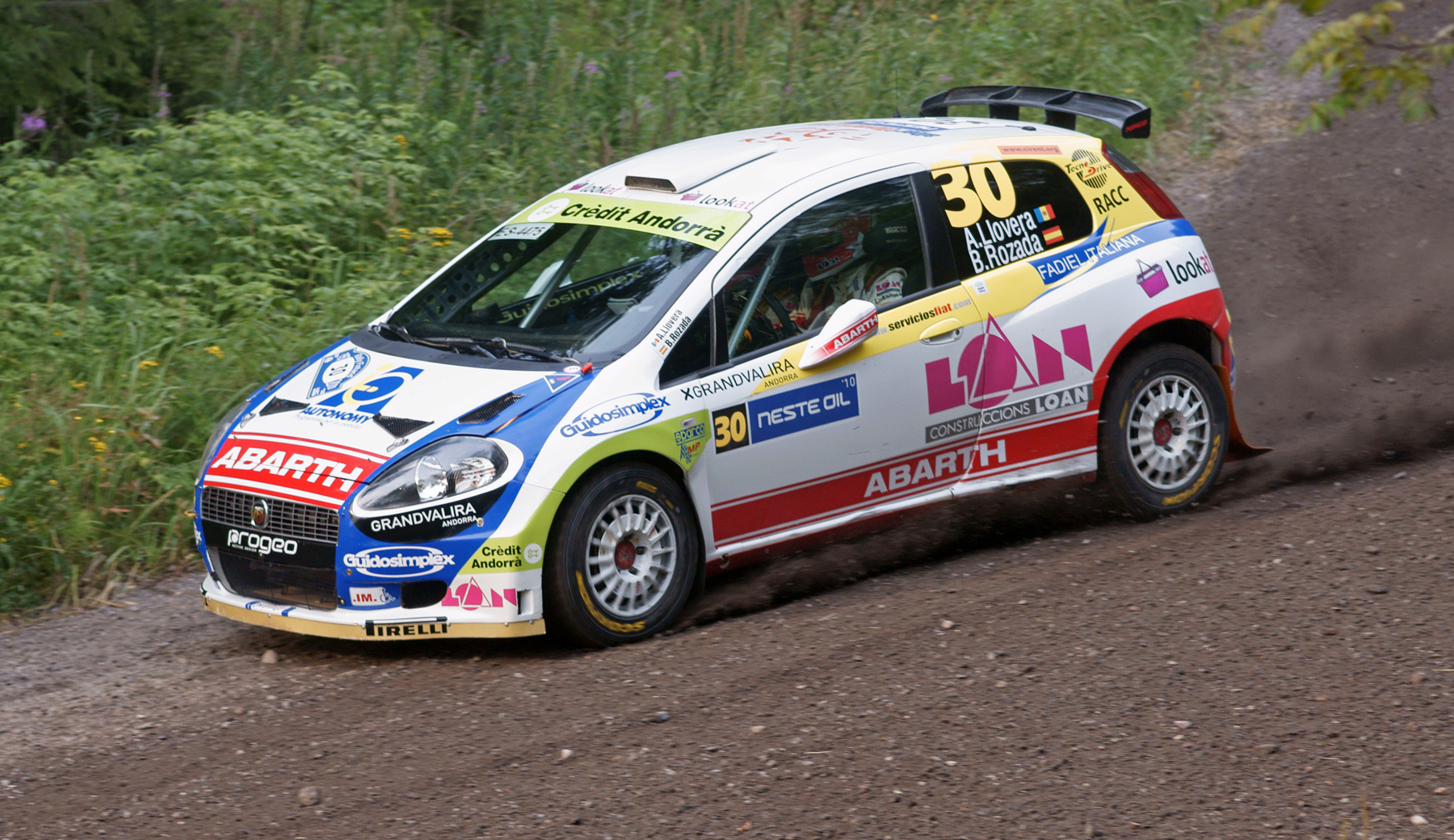
Llovera amb el Fiat Grande Punto S2000 al Ral·li de Finlàndia del 2010

Va fer el salt a l'automobilisme el 1987 competint primer amb quads i, després, passant al Campionat de Velocitat de Catalunya. El 2001 fa el salt als ral·lis amb la marca Fiat. Actualment, competeix al Campionat d'Espanya de Ral·lis, tant en asfalt com en terra, i en el Campionat del Món. Ha estat copilotat per diverses persones, entre elles Marc Martí, Borja Rozada i Diego Vallejo.
Actualment competeix amb un Fiat Punto Abarth S2000, un vehicle adaptat amb el qual pot controlar totes les funcions amb les mans.
L'any 2005 es va estrenar un documental anomenat Les ales del fènix dirigit per José María Borrell, en el qual es repassa la seva vida i es va intentar reflectir l'esperit de lluita d'Albert Llovera després del seu accident. En l'estrena de la cinta van acudir personalitats com Carlos Sainz i Javier Bardem.
El 2010 torna a participar en el Campionat Mundial a bord d'un Fiat Punto Abarth 2000.
El 2011 va publicar un llibre No limits, en col·laboració amb l'escriptor Jordi Cantavella, en el qual explica la seva vida. En l'aspecte esportiu, Diego Vallejo torna a seure a la seva dreta per participar en el Campionat Mundial.

## Palmarès

### Campionat Mundial de Ral·lis
| Any    | Equip  | Vehicle                    | 1       | 2       | 3       | 4       | 5       | 6       | Posició | Punts |
| ------ | ------ | -------------------------- | ------- | ------- | ------- | ------- | ------- | ------- | ------- | ----- |
| 2011 * | Privat | Fiat Gran Punt S2000       | JOR 17  | ITA Ret | GRE 24  | FI Ret  | FRA DNS | ESP 40  | -       | 0     |
| 2010   | Privat | Fiat Gran Punt S2000       | MEX 22  | NZL Ret | PER 41  | FI Ret  | ALE 35  | FRA 47  | 13a     | 17    |
| 2008   | Fiat   | Fiat Gran Punt S2000       | ESP Ret |         |         |         |         |         | -       | 0     |
| 2006   | Privat | Mitsubishi Lancer Evo VIII | ESP 36  | FI 54   |         |         |         |         | -       | 0     |
| 2005   | Privat | Mitsubishi Lancer Evo VIII | FI 32   |         |         |         |         |         | -       | 0     |
| 2002   |        | Fiat Punto S1600           | MON Ret | ESP 33  | GRE Ret | ALE Ret | ITA 33  | GBR Ret | -       | 0     |
| 2001   |        | Fiat Punto S1600           | ESP Ret | GRE Ret | FI 79   | ITA Ret | FRA 39  | GBR Ret | -       | 0     |

### IRC i Ral·li Dakar

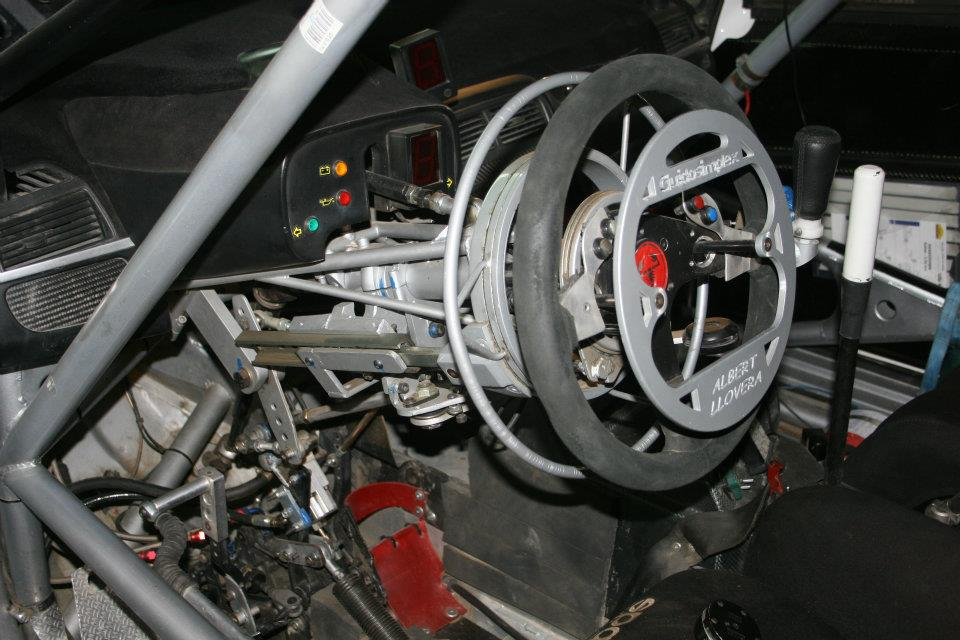
Detall del volant del Fiat Punt S2000, preparat per conduir exclusivament amb les mans.

| Any  | Equip | Vehicle              | 1                   | Posició | Punts |
| ---- | ----- | -------------------- | ------------------- | ------- | ----- |
| 2008 | Fiat  | Fiat Gran Punt S2000 | PER 12              | -       | -     |
| 2007 | Isuzu | Isuzu D MAX GT       | Ral·li Dakar 2007 ? | ?       | ?     |

### Campionat d'Espanya de Ral·lis
| Any  | Equip | Vehicle            | 1       | 2       | 3       | 4      | Posició | Punts |
| ---- | ----- | ------------------ | ------- | ------- | ------- | ------ | ------- | ----- |
| 2003 | Fiat  | Fiat Punto Kit Car | RBX Ret | OUR Ret | OUR Ret | CDS 34 | ?       | ?     |

### Campionat d'Espanya de Ral·lis de Terra
| Any  | Equip | Vehicle               | 1         | 2         | 3         | 4         | 5     | Posició       | Punts |
| ---- | ----- | --------------------- | --------- | --------- | --------- | --------- | ----- | ------------- | ----- |
| 2012 | Fiat  | Fiat Gran Punt S2000  | BAN 4     | BAL 4     |           |           |       |               |       |
| 2010 | Fiat  | Fiat Gran Punt S2000  | COR Ret   | COR 8     | SAL Ret   |           |       | 29a           | 17    |
| 2009 | Fiat  | Fiat Gran Punt S2000  | LAN 7     | LAN 6     | CAB 7     | CAB 6     | ZAR 4 | 9a (2n. Gr N) | 37    |
| 2008 | Fiat  | Fiat Gran Punt S2000  | LAN 6 N   | LEO 5 N   |           |           |       |               |       |
| 2007 | Fiat  | Fiat Stilo Abarth 8/1 | GUI 3 2WD | LAN 2 2WD | OUR 4 2WD | MAD 2 2WD |       | 7º (2n. 2WD)  | 54    |
| 2006 | Fiat  | Fiat Stilo            | ALC 6 2WD | ALC 6 2WD |           |           |       | ? (3r. 2WD)   | ?     |
| 2005 | Fiat  | ?                     | ??? 6     | ??? 5     | ??? 4     |           |       | ? (10º 2WD)   | ?     |
| 2004 | Fiat  | ?                     |           |           |           |           |       | ?             | ?     |

## Resultats per any
2000
- Provador del nou Citröen Xsara Kit Car per a circuits.
- 1r Campionat de Catalunya de Turismes (Catalunya).
- Subcampió Campionat de Catalunya de Velocitat (3 victòries).

1999
- Subcampió Campionat de Catalunya de Velocitat.
- (6 victòries, 1 segon, 1 tercer, 11 pole positions i 12 voltes ràpides en cursa).

1998
- Campió Campionat de Catalunya de Velocitat (5 victòries).
- 8è Campionat d'Espanya de Velocitat. Turismes de Sèrie.

1997
- 10è Campionat d'Espanya de Velocitat ZX.
- 1r Campionat de Catalunya de Velocitat (última prova).

1996
- 9è Supercopa Citröen ZX.
- 3r Dos Podis Campionat de Catalunya de Velocitat.

1995
- 2n Memorial Betega-Saló Internacional de Bologna (Itàlia).
- 12a Supercopa Citröen ZX 16V.
- 3 Podis Campionat de Catalunya de Velocitat.

1994
- 15a Supercopa Citröen ZX 16V.

1993
- 8a Copa Nacional Renault 16V.
- Pole Position Final Internacional Renault a Pau (França).

1992
- 10a Copa Nacional Renault 16V.

1991
- 2n Campionat de Catalunya de Velocitat.
- 15a Copa Nacional Renault 16V.

1990
- 1a Pujada de Prats (Andorra).
- 1r Ral·li Gironella-Casserres.
- 2n Ral·li Terres de l'Ebre.
- 2a Pujada al Coll de la Botella (Andorra).
- 2a Pujada Nagol (Andorra).
- 3r Ral·li Catalunya-Costa Brava (Campionat d'Europa).
- 5è Ral·li La Selva.
- 6è Ral·li Osona.

1989
- 1r Ral·li Berguedà.
- 1r Ral·li Gironella-Casserres.
- 1a Pujada al Coll de la Botella (Andorra).
- 2n Ral·li d'Andorra.
- 2n Ral·li de Lleida.
- 2a Pujada de Prats (Andorra).
- 4a Pujada a la Comella (Andorra).
- 5è Ral·li de Pradas.
- 6è Ral·li de Sant Cugat-Tibidabo.
- Campió Copa Peugeot d'Andorra.

1988
- 1r Campionat d'Andorra de Quad

## Distincions honorífiques
- Insígnia de plata del Comú d'Andorra la Vella: El 16 de febrer del 2016 Albert Llovera va rebre un homenatge del Comú d'Andorra la Vella, durant el qual li va ser atorgada la Insígnia de plata del Comú.[26]